# Zaoblouková pánev

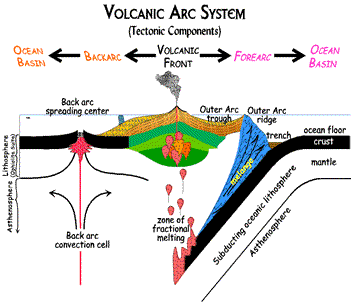
Zaoblouková pánev zobrazená na schematickém řezu systémem ostrovního oblouku

Zaoblouková pánev (anglicky back-arc basin nebo retro-arc basin) je mořské sedimentační prostředí související s ostrovními oblouky a subdukčními zónami.
Zaobloukové pánve vznikají na konvergentních okrajích tektonických desek. V současnosti se nachází většina takových pánví v západní části Tichého oceánu. Většina z nich vznikla v důsledku tenzních sil při subdukci oceánské kůry. Zaobloukové pánve sice původně nebyly koncepcí deskové tektoniky přímo předpokládány, ale plně zapadají do moderních koncepcí vysvětlujících chladnutí Země.

## Historie výzkumu zaobloukových pánví
Poté, co byla teorie deskové tektoniky uznána odbornou geologickou veřejností, se předpokládalo, že konvergentní okraje desek jsou zónami stlačování – komprese. Nad subdukčními zónami se žádné zaobloukové pánve nepředpokládaly. Hypotéza, že na některých konvergentních okrajích desek dochází k rozpínání kůry poprvé předestřel Dan Karig, postgraduální student Scrippsova oceánografického institutu v La Jolla v Kalifornii začátkem 70. let 20. století, po několika mořsko-geologických expedicích do oblasti západního Pacifiku.

## Vlastnosti
Zaobloukové pánve jsou nejčastěji několik stovek až tisíc kilometrů dlouhé a poměrně úzké, mají maximálně šířku několik stovek kilometrů. Jejich omezená šířka je pravděpodobně důsledkem závislosti magmatické aktivity fluid a konvexí v zemském plášti, které se koncentrují v blízkosti subdukční zóny. Míra roztahování kůry se může měnit od velmi pomalé (Marianský příkop, několik cm ročně), po velmi rychlou (pánev Lau, 15 cm za rok). Na jejich dně dochází k výlevům bazaltu podobným výlevům na středooceánských hřbetech. Hlavní rozdíl je v tom, že bazalty zaobloukových pánví jsou často velmi bohaté na vodu, jejíž obsah dosahuje 1 – 1,5 hmotnostních procent H2O, zatímco theoleitické bazalty středooceánských hřbetů jsou velmi suché, většinou obsahují méně než 0,3 hmotnostních procent H2O. Vysoký obsah vody v bazaltu zaobloukových pánví je pravděpodobně způsoben únikem vody ze subdukované desky do nadložních hornin plášťového klínu.

## Asymetrie
Zaoblúkové pánve se odlišují od středooceánských hřbetů zejména typickou asymetrií rychlosti rozpínání oceánského dna, ta však může mít významně rozdílný charakter i u jednotlivých pánví. Například ve střední části Marianského příkopu je rychlost rozpínání 2 až 3krát větší než na jeho západním okraji, zatímco v jeho jižní části, kde pozice středu rozpínání přiléhajícího k vulkanickému oblouku naznačuje, že celková akrece kůry je zde téměř stoprocentně asymetrická. Přesně opačná situace je na severní straně, kde je asymetrie také vyvinuta. Jiné zaobloukové pánve, jako například Lau, prošly rozsáhlými riftovými skoky a šířením ze vzdálenějších do oblastí bližších oblouků. Současné rozpínání je však poměrně symetrické, pouze s malými riftovými skoky. Důvod asymetrického rozpínání dna zaobloukových pánví není stále přesně objasněn. Předpokládá se, že asymetrii rozpínání podél osy oblouku vyvolává rozdílný teplotní tok a hydratační gradient, plášťový klín a specifický vývoj od riftingu k rozpínání.

## Vznik a sedimentace
Vznik zaobloukových pánví je spojen s předpokládaným procesem ústupu subdukční zóny proti smyslu pohybu subdukující desky (anglicky rollback). To má za následek roztažení a ztenčení zemské kůry v prostoru budoucí zaobloukové pánve. Sedimentace zde může probíhat na oceánském typu kůry, kdy převažují hlubinné pelagické sedimenty, ze strany vulkanického oblouku jsou obvykle přinášeny turbidity vulkanoklastického materiálu. Ty dotvářejí její asymetrický charakter, protože jsou často převažujícími sedimenty. Pánve na kontinentálním typu kůry mohou být naplněny klastickým materiálem, ale i šelfovými uhličitany.

## Výskyt
Aktivní zaobloukové pánve se nacházejí v Marianském souostroví, Kermadecko-tongské subdukční zóně, poblíž ostrova Manus (Papua Nová Guinea), severně od Fidži. Ve Středomoří jsou to například Tyrhénské a Egejské moře. Většina zaobloukových pánví se nachází v západním Pacifiku. Ne všechny jsou spojeny se subdukčními zónami, v oblasti středních And jsou spojeny s předobloukovou kompresí. Existují také zaniklé pánve, které nebyly zničeny orogenezí, jako například pánev Parece Vela-Shikoku, Japonské moře a Kurilská pánev. Předpokládá se, že zaobloukovou pánví byl i Meliatsko-halštatský oceán v Západních Karpatech.